# Patania quadrimaculalis
Patania quadrimaculalis is een vlinder uit de familie van de grasmotten (Crambidae). De wetenschappelijke naam van de soort is voor het eerst gepubliceerd in 1844 door Vincenz Kollar en Ludwig Redtenbacher.
De soort komt voor in Congo-Kinshasa, India (Uttarakhand), Bhutan, Maleisië (Sarawak), Taiwan, China, Korea en Japan.